# Julius Kugy

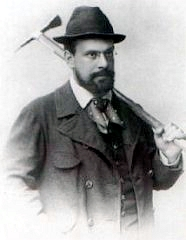
Julius Kugy

Julius Kugy (Gorizia, 19 juli 1858 - Triëst, 5 februari 1944) was een Sloveens jurist, alpinist en schrijver. Kugy werd geboren in een Sloveens gezin dat van Arnoldstein (Sloveens: Podklošter) in Karinthië naar Gorizia (Sloveens: Gorica, Duits: Görz) trok. De oorspronkelijke familienaam was Kugaj. Kugys grootvader was de schrijver Janez Vesel Koseski.
Kugy bezocht het gymnasium in Triëst en ging vervolgens studeren aan de universiteit van Wenen. Hij sloot zijn studie rechtsgeleerdheid in 1882 met goed resultaat af. Na zijn studie werkte hij in Triëst als baas van het bedrijf »Pfeifer-Kugy«, dat zich bezighield met de invoer van spijsolie, koffie en andere koloniale waren. Het bedrijf was gesticht door Kugy's vader Pavel. 
Kugy groeide in het multicultureel Triëst op en sprak zowel Duits als Italiaans. Buiten zijn werk zette hij zich in voor het muziekleven in de stad. Zo schonk hij een orgel aan de kerk van de armeens-katholieken. Hij was bovendien medeoprichter van de Triëstijnse filharmonie. In 1915 meldde Kugy zich als vrijwilliger in het Oostenrijks-Hongaarse leger en deed dienst als berggids. Na de oorlog hild hij zich alleen nog maar bezig met het schrijven en houden van voordrachten over alpinisme. De door Albert Bois de Chesne aangelegde botanische alpentuin Alpinum Juliana bij Trenta kwam mede tot stand door Julius Kugy. 
In Duino-Aurisina is de wandelroute rond Triëst naar Julius Kugy - aan de voet van de Julische Alpen (die in het noordwesten van Slovenië liggen) - vernoemd. Een monument bij de Vršič-pas te zijner gedachtenis staat nabij de bronnen van de Soča in de Trentavallei (nabij Bovec). De provincie Triëst reikt sinds 1983 een Julius Kugy-prijs uit voor ecologische bewustwording. Verschillende scholen dragen de naam van Kugy, met name de Sloveense jaargangen in Klagenfurt (Sloveens: Celovec).
- Bibliothèque nationale de France: cb10863265n (data)
- Gemeinsame Normdatei: 118725211
- International Standard Name Identifier: 0000 0000 8104 7302
- Library of Congress Control Number: n88295453
- Nationale Bibliotheek van Tsjechië: jx20091020009
- Nederlandse Thesaurus van Auteursnamen: 096893613
- Istituto Centrale per il Catalogo Unico: CFIV126269
- Système universitaire de documentation: 228944899
- Virtual International Authority File: 25397326
- WorldCat: E39PBJtX6JkDrXcvQCwdCyvPwC